# Десять років без права листування
«Десять років без права листування» — формулювання вироку, яку в період сталінських репресій в СРСР часто повідомляли родичам репресованого, який насправді був засуджений до вищої міри покарання — розстрілу. Таке формулювання, як вказують дослідники сталінських репресій, могло використовуватися для приховування їх реальних масштабів. Отримавши таку інформацію, родичі засуджених роками сподівалися, що ті ще повернуться з таборів, хоча на ділі їх вже давно не було в живих.
Формулювання відповіді заявникам про долю репресованого «засудженого до 10 років ВТТ без права листування і передач» було офіційно затверджено в 1939 році. Починаючи з осені 1945 року, заявникам почали відповідати, що засуджені померли в місцях позбавлення волі. До 1945 року органи РАЦС не реєстрували смерті розстріляних, про долю яких родичам було повідомлено, що вони засуджені на 10 років без права листування.